# الحكومة السورية (أكتوبر 1930)
الحكومة السورية التي تشكلت في أكتوبر 1930 هي الحكومة الرابعة عشر في تاريخ سوريا الحديث، وثالث حكومة يرأسها تاج الدين الحسني وسابع حكومات الدولة السورية؛ وآخرها. عرف فيها الخلافات بين رئيس الدولة من جهة ووزير الداخلية من جهة ثانية. استقالت استعدادًا لتنظيم الانتخابات النيابية الأولى في البلاد.

## تشكيلة الحكومة
- تاج الدين الحسني، رئيس الدولة السورية.
- بديع مؤيد العظم، وزيرًا للداخلية.
- شاكر الحنبلي، وزيرًا للحربية.
- محمد كرد علي، وزيرًا للثقافة والمعارف.
- توفيق شامية، وزيرًا للأشغال العامة.
- عبد القادر الكيالي، وزيرًا للزراعة.